# Sofronio I de Jerusalén
Sofronio I de Jerusalén (Damasco, hacia 560 - 638) fue un monje y patriarca de Jerusalén, santo de la Iglesia. Se festeja su fiesta el 11 de marzo. 

## Biografía
Monje desde su juventud, fue discípulo de Juan Mosco.
Sofronio se opuso a la política del emperador Heraclio y defendió la fe ortodoxa frente a las herejías.
Fue nombrado patriarca de Jerusalén en 634, sucediendo a Modesto. En febrero de 638, tras un largo asedio de los musulmanes, libres desde la derrota bizantina en la batalla de Yarmuk, rindió la ciudad a su representante de mayor categoría, el califa Omar I, quien entró en la ciudad santa montado en un camello blanco. Éste se hizo guiar al Templo de Salomón y a la Iglesia del Santo Sepulcro.
Anteriormente había viajado con Juan Mosco por Palestina, Siria, Cilicia, Egipto, Chipre, Samos para, finalmente, refugiarse en Roma (o quizá Constantinopla) de la amenaza de los persas. En una de estas ciudades murió su maestro hacia el 634, quien le confió su libro sobre vidas de santos Prado Espiritual y le pidió que le enterrara en el Sinaí o en Palestina, voluntad que Sofronio cumplió.

## Obras
Sofronio fue conocido como "el defensor de la fe, el de la lengua de miel". Además de escritos poéticos en metros anacreónticos, dogmáticos y litúrgicos hagiográficos escribió una epístola sinodal al Papa Honorio I.